# Juana Alarco de Dammert

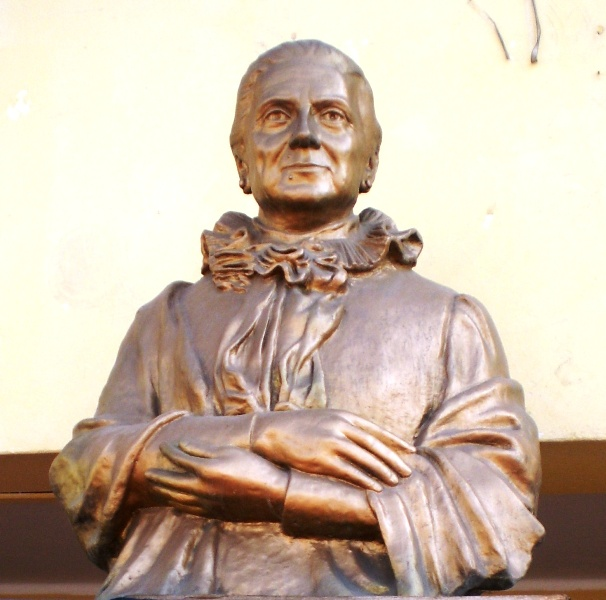
Juana Alarco de Dammert

Juana Alarco de Dammert, född 1842, död 1932, var en peruansk filantrop. Hon grundade Sociedad Auxiliadora de la Infancia, som försåg föräldralösa barn med utbildning, och betraktas som pionjären för socialarbete i Peru. 